# Mercedes-Benz W238
La Mercedes-Benz W238 è un'autovettura di fascia alta prodotta dalla casa automobilistica tedesca Mercedes-Benz a partire dal 2016 e rappresentante le versioni coupé (C238) e cabriolet (A238) della Mercedes-Benz W213 della Mercedes-Benz Classe E.
La E-Klasse Coupé (C238) viene prodotta dal 14 dicembre 2016 e disponibile sul mercato da aprile 2017. La prima esposizione in fiera avvenne al North American International Auto Show nel gennaio 2017 a Detroit. La E-Klasse Cabriolet (A238) venne presentata al Salone dell'automobile di Ginevra 2017 e disponibile dal settembre 2017. La Limousine e la Kombiversionen sono designate W 213 e S 213 ovvero Baureihe 213.
Come immissione sul mercato venne rilasciata una serie di 555 esemplari Edition 1. Il Cabriolet nell'anniversario della Baureihe 124 come 25th Anniversary Edition.

## Galleria d'immagini

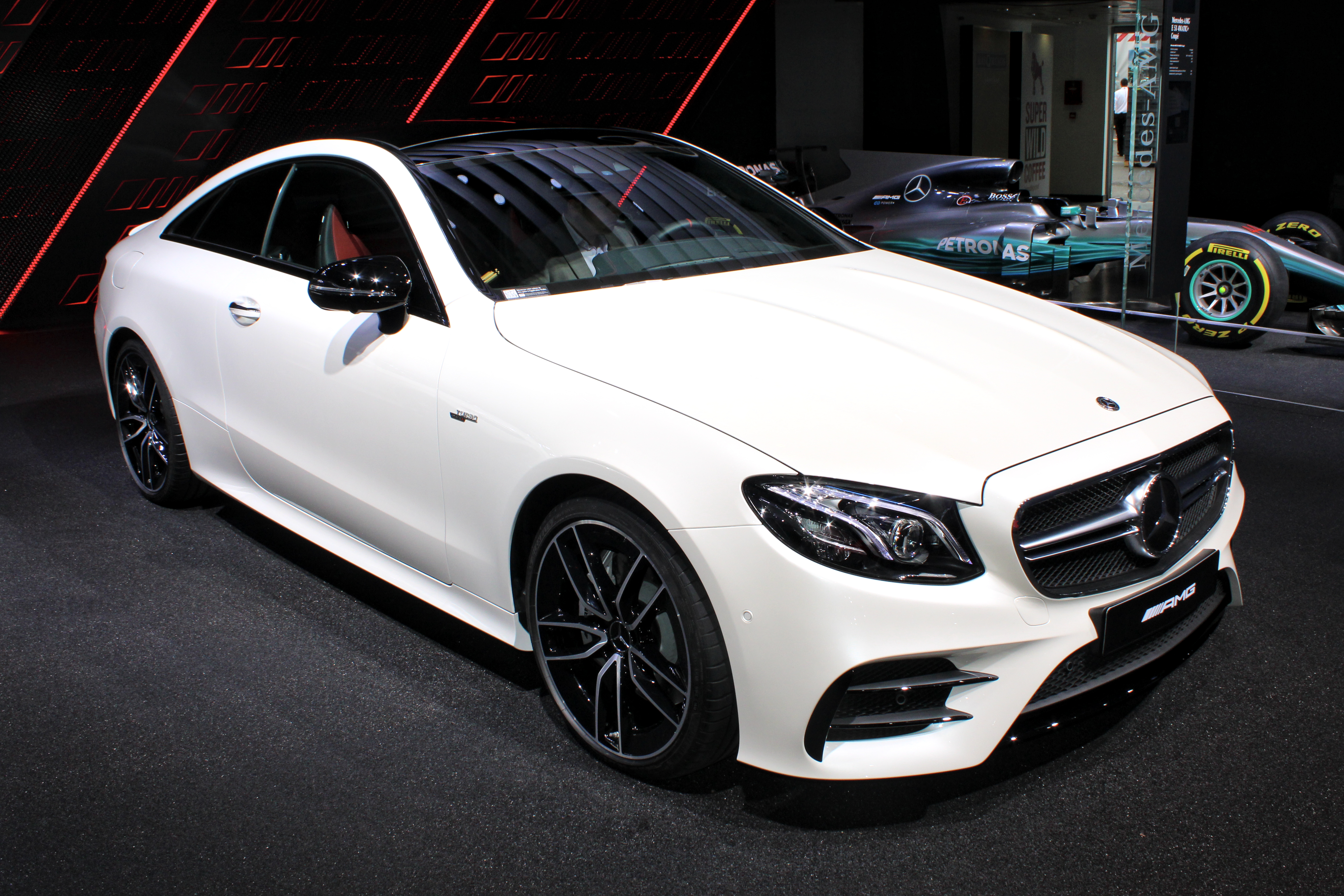
Anteriore di una Mercedes-AMG E 53 coupé (pre-restyling)
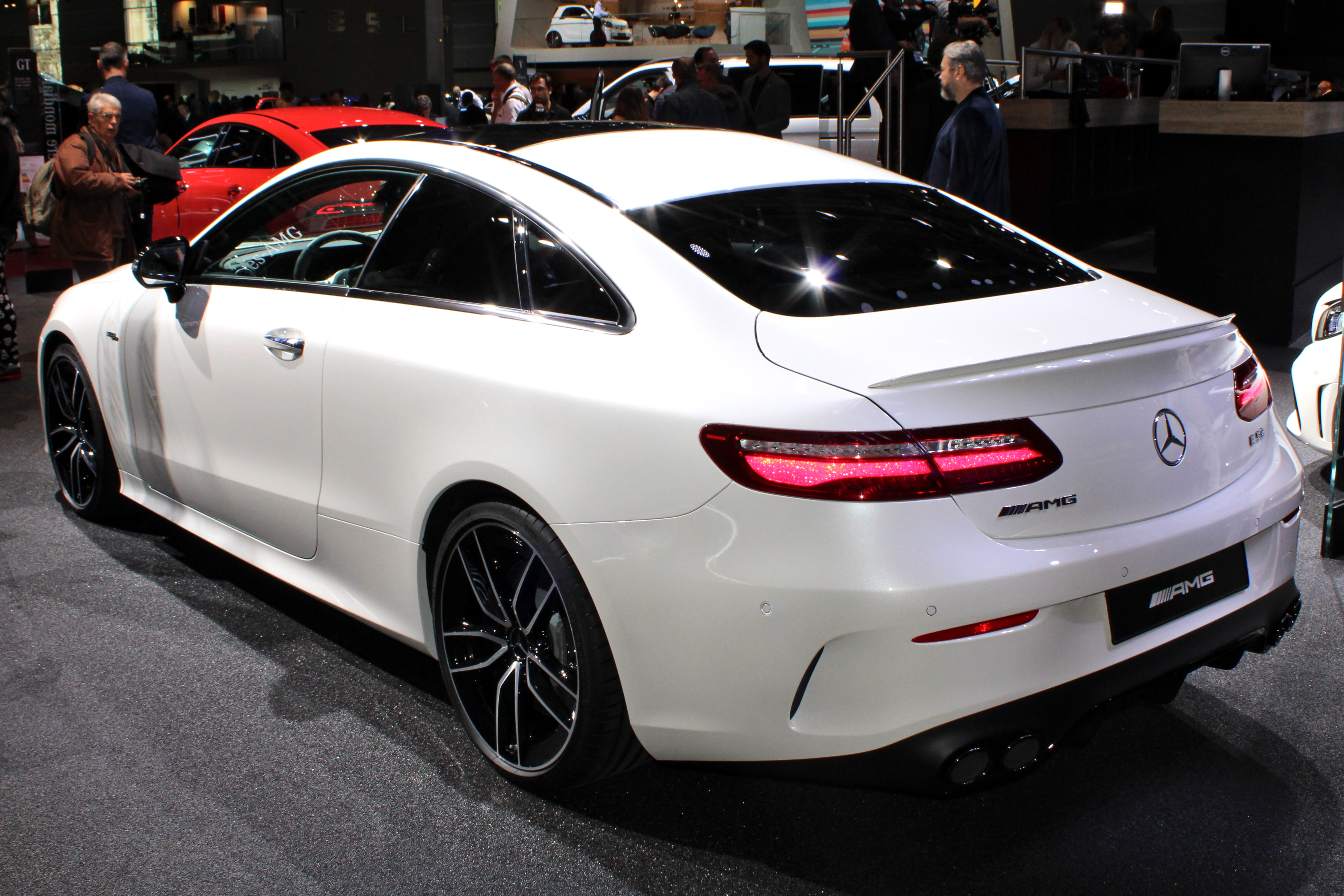
Posteriore di una Mercedes-AMG E 53 coupé (pre-restyling)
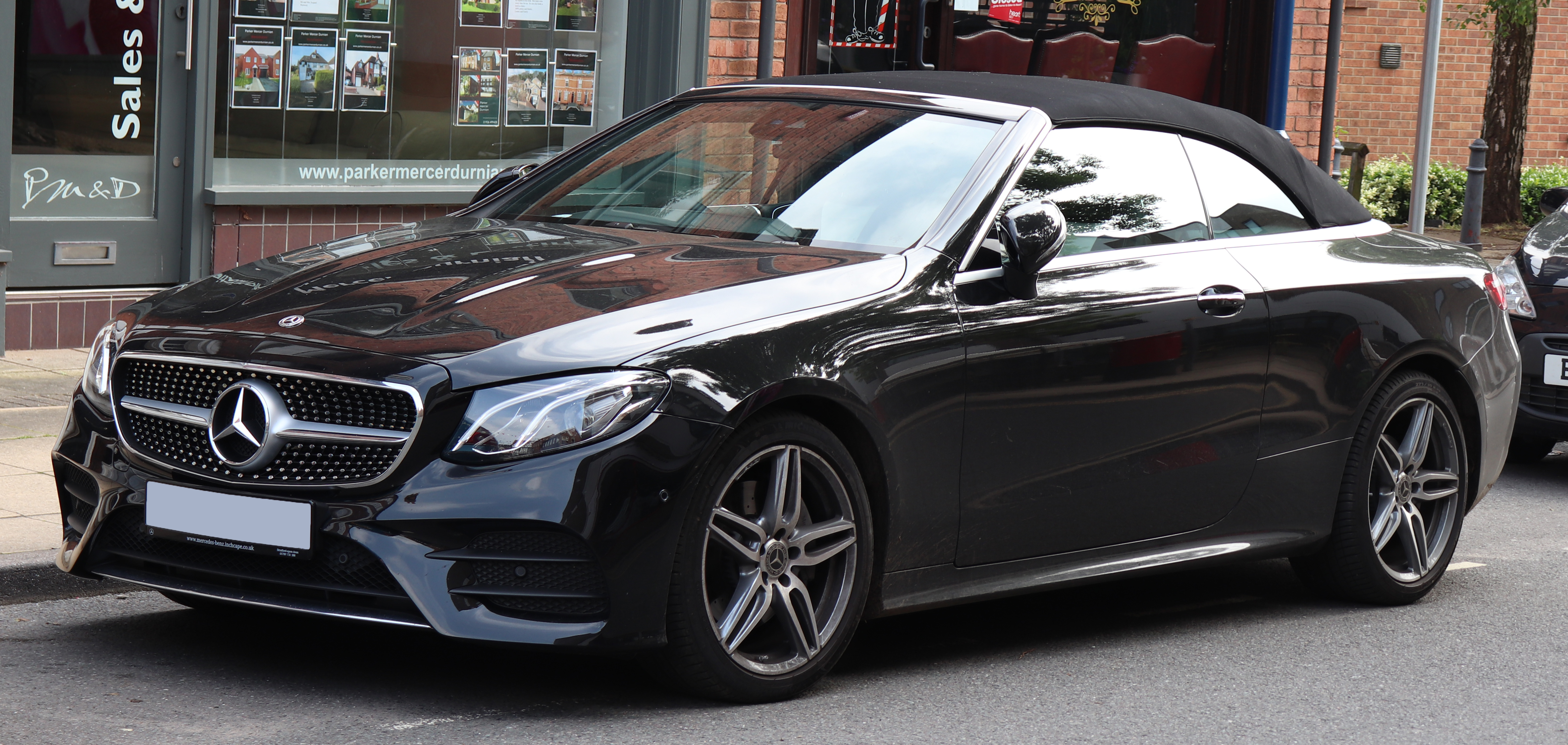
Anteriore di una Mercedes-Benz Classe E cabriolet (pre-restyling)
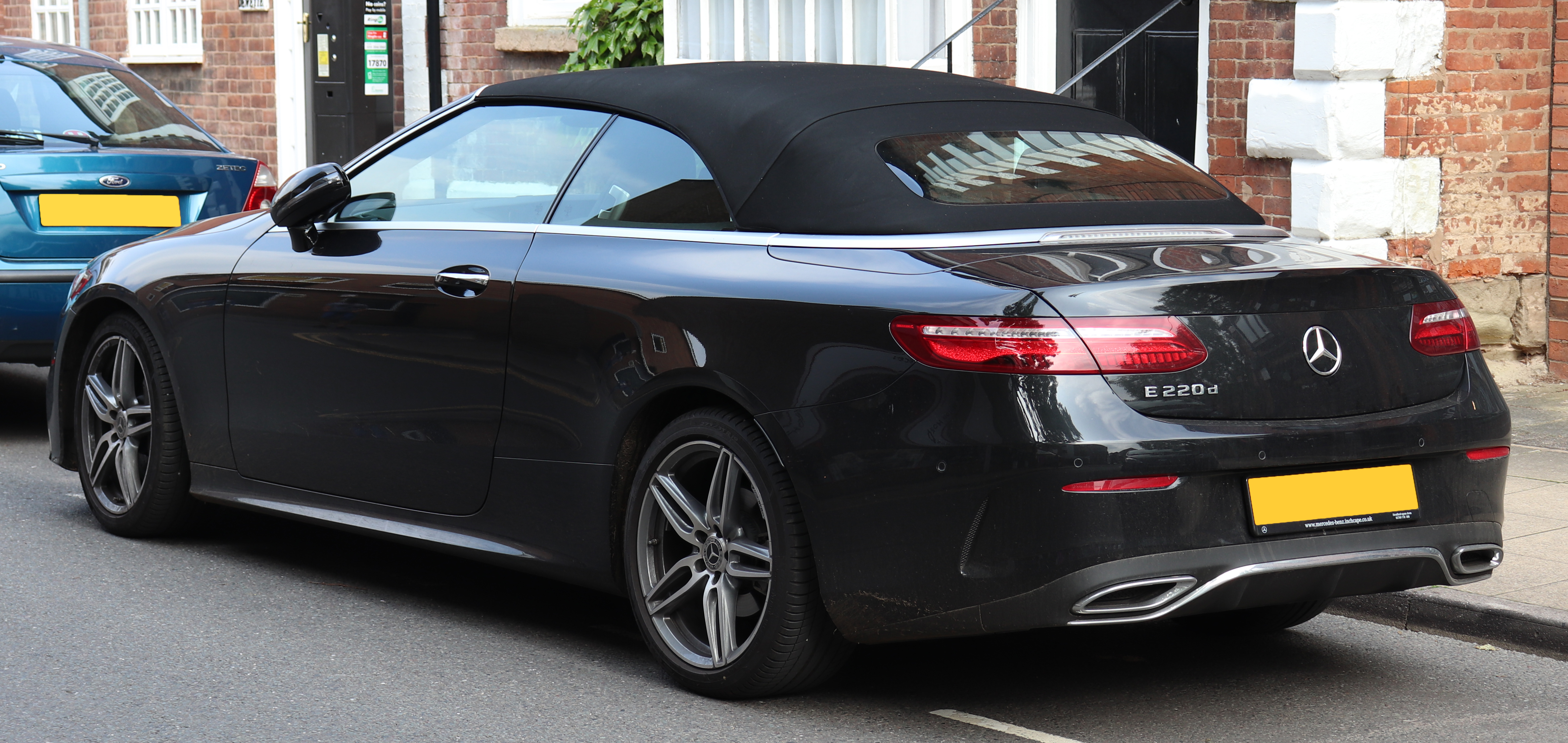
Posteriore di una Mercedes-Benz Classe E cabriolet (pre-restyling)